# Cucullia argentea
Cucullia argentea is een vlinder uit de familie uilen (Noctuidae). De wetenschappelijke naam is voor het eerst geldig gepubliceerd in 1766 door Hufnagel.
De soort komt voor in Europa.